# KHR-1
Pour les articles homonymes, voir KHR.
Le KHR-1 (Kondo Humanoid Robot-1) est un robot programmable, bipède et humanoïde présenté en juin 2004 par la société japonaise Kondo.
Au moment de son introduction, c'était l'un des robots bipèdes programmables les moins chers du marché (avec des prix variant d'environ 1 600 US$ aux États-Unis et 128 000 ¥ au Japon). Le robot mesure 34cm de haut et bénéficie de 17 degrés de libertés (chaque articulation étant dotée d'un servomoteur individuel). Il est capable d'une large gamme de mouvements, dont de rapides figures de style « kung-fu ».
Le KHR-1 peut être télécommandé, mais la manette de commande est vendue séparément. D'autres modifications/accessoires proposent des degrés de liberté additionnels, un micro-contrôleur de détection de mouvement de haute performance, des accéléromètres multi-axes, des « pieds » plus larges...
Le robot de base fourni par Kondo utilise une application de contrôle simple appelée HearttoHeart qui permet à l'utilisateur de créer ou de capturer une séquence de poses et de contrôler les vitesses de transition. Le logiciel permet ainsi de créer des enchaînements de mouvements pour former de longs scénarios.
Les utilisateurs du KHR-1 ont développé eux-mêmes des contrôles plus avancés, permettant de gérer les mouvements et les scénarios depuis un ordinateur personnel.
Le KHR-1 est l'un des plus utilisés pour les compétitions de type ROBO-ONE J au Japon. En 2004, ce robot remporta la catégorie Robo-One Jr (robots poids léger) aux Robolympics.